# Un modo di essere donna
Un modo di essere donna è un film del 1973, diretto da Pier Ludovico Pavoni.

## Trama
Francesca e Sibilla sono due ragazze che si trovano come studentesse universitarie a Pisa. Avranno alcune esperienze sentimentali e sessuali.